# Команка (Валча)
Команка (рум. Comanca) насеље је у Румунији у округу Валча у општини Бајиле Оланешти. Oпштина се налази на надморској висини од 751 m.

## Становништво
Према подацима из 2002. године у насељу је живело 33 становника, од којих су сви румунске националности.